# Fender Katana
A Fender Katana a Fender amerikai hangszercég japán divíziója, a Fender Japan által készített elektromos gitár modell. A gitárt 1985-ben tervezte a cég akkori termékigazgatója, Dan Smith. A hangszer nem váltotta be a hozzá fűzött reményeket, így bemutatása után egy évvel, 1986-ban ki is vonták a forgalomból.
A hangszer a Gibson Flying V által megteremtett stílust követi testformájával, bár a test hátulján lévő bevágás hiányzik. A test, és az összeszerelés egésze eltér a Fender hagyományoktól: A nyak csavarozott rögzítés helyett ragasztott. A 22 érintős fogólap tetején satus nyerget találunk, melynek köszönhetően a gitár nehezebben hangolódik el. A Katana a Fender rövidebb menzúrájú (short scale) modelljei közé tartozik. A hangszer két ikertekercses (humbucker) hangszedővel készült, melyek nem kaptak borítást. A szabályzók közé egy hangerő-, és hangszínszabályzó, valamint egy háromállású hangszedőváltó tartozik.
Miután kivonták a forgalomból, rövid ideig Squier néven készültek további modellek, ezek azonban már csak egy hangszedősek voltak, illetve csavarozott nyakat kaptak.